# アラントイン
アラントイン (Allantoin) は、C4H6N4O3の組成を有する化合物で、グリオキシル酸のジウレイドである。別名、5-ウレイドヒダントイン、グリオキシジウレイド、とも称される。融点230度 (℃) の無色透明の結晶性の固体で、水に溶けやすい。
名称のアラントインは、プリン体の代謝産物の尿酸を酸化濃縮する排泄器官である、尿膜（アラントイス）に依る。
尿酸のアラントインへの酸化は、鳥以降の進化した生物らが尿中に窒素代謝物を排泄する優れた方法である。組み替えられた尿酸酸化酵素のラスブリカーゼは、患者の尿酸代謝を促進させる薬剤として使用することがある。魚類は、アラントインをアンモニアに分解してから排泄する。植物やバクテリアを含めた多数の生物種で、アラントインは主要な代謝中間体である。
傷の回復を促進する効果があり、化粧品などが添加使用している。